# Zacallites
Zacallites — викопний рід бабок, єдиний у родині з підряду рівнокрилих бабок (Zygoptera). Існував в еоцені в Північній Америці. Викопні рештки виявлені у відкладеннях формації Грін-Рівер у штаті Колорадо.

## Класифікація
Рід ключає два види:
- Zacallites balli, Cockerell, 1928
- Zacallites cockerelli, Bechly et all, 2020[4]